# Metro Transit
La Metro Transit è l'azienda che gestisce gran parte del trasporto pubblico nell'area metropolitana di Minneapolis-Saint Paul, nello Stato del Minnesota. La sua rete, che si compone di numerose linee autobus, due linee tranviarie e una linea ferroviaria suburbana, ha trasportato nel 2015 85 832 100 passeggeri.
La Metro Transit è parte del Metropolitan Council. Nel 2015, la rete automobilistica ha trasportato il 72% dei passeggeri, la rete tranviaria il 26% e il servizio ferroviario suburbano Northstar il restante 2%.